# Ursuf
Ursuf (ukrainisch und russisch Урзуф) ist ein Dorf an der Küste des Asowschen Meeres im Südwesten der ukrainischen Oblast Donezk mit etwa 2900 Einwohnern (2004).

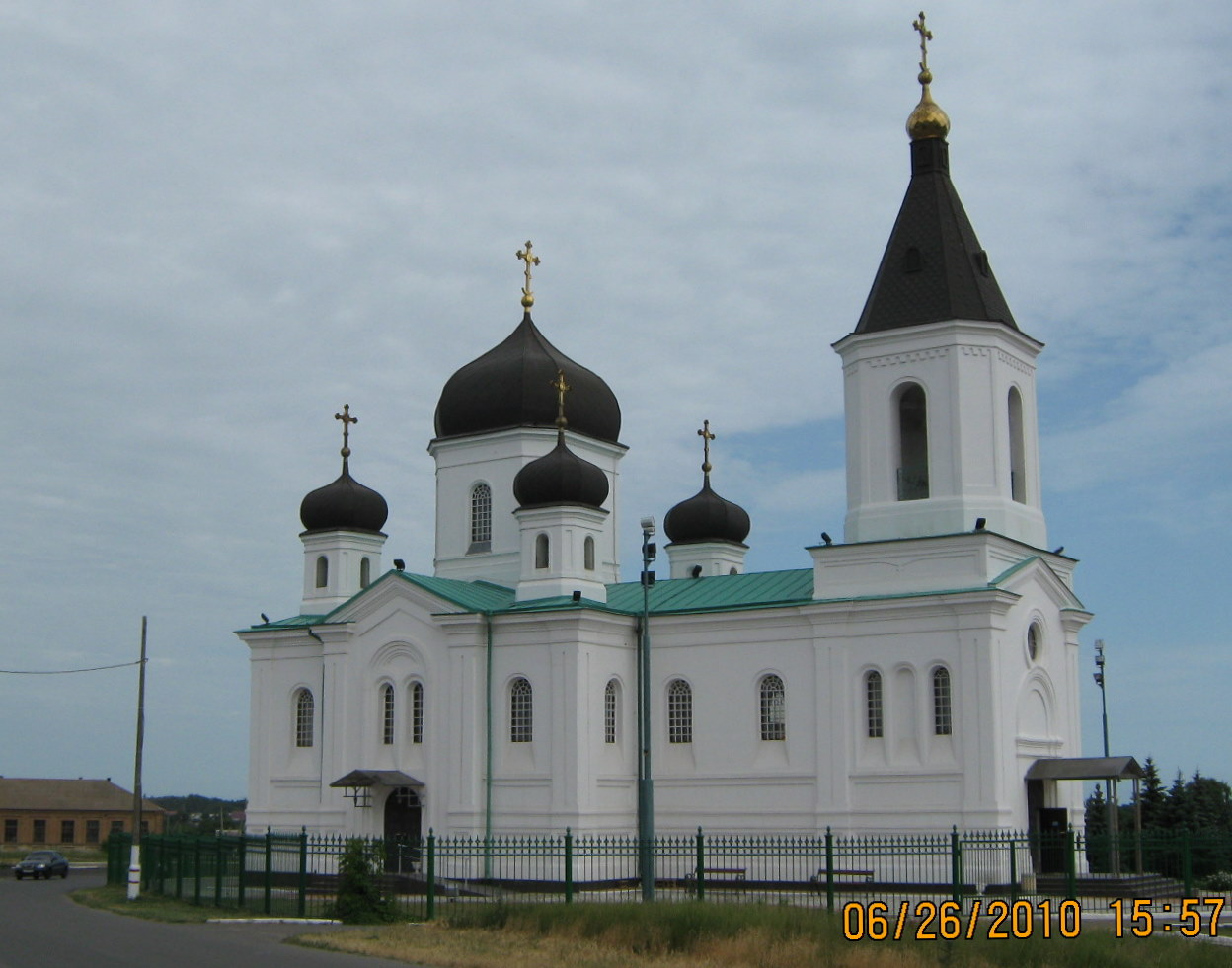
Kirche „St. Michael der Erzengel“ aus der zweiten Hälfte des 19. Jahrhunderts

Das 1780 gegründete Dorf liegt an der Mündung der 31 km langen Selena (Зелена) ins Asowsche Meer am Rande des Ramsar-Schutzgebietes der Bilossarajska-Bucht. Zwischen dem 15. August 1945 und dem 8. August 1989 trug es den ukrainischen Namen Prymorske (Приморське).
Ursuf liegt 18 km südwestlich der Siedlung städtischen Typs Jalta, 24 km südwestlich vom ehemaligen Rajonzentrum Manhusch und 43 km südwestlich der Stadt Mariupol.
Am 12. Juni 2020 wurde das Dorf ein Teil neugegründeten Siedlungsgemeinde Manhusch, bis dahin bildete es zusammen mit dem Dorf Babach-Tarama (Бабах-Тарама) die gleichnamige Landratsgemeinde Ursuf (Урзуфська сільська рада/Ursufska silska rada) im Südwesten des Rajons Manhusch.
Am 17. Juli 2020 wurde der Ort ein Teil des Rajons Mariupol.